# Ганзи
Га́нзи (англ. Ghanzi, тсвана Kgaolo ya Ghanzi) — округ в Ботсване. Административный центр — город Ганзи. В административном центре расположен аэропорт.

## География
На востоке расположен природный заповедник — Сентрал-Калахари, который занимает почти половину площади округа (44,78 %). Через Ганзи протекают пересыхающие реки: Оква, Ганагай, Десепшен, Цгуоцко, Мерацве.
Соседние области:
- Северо-Западный — на севере
- Кгалагади — на юге
- Омахеке (Намибия) — на западе
- Центральный — на востоке
- Квененг — юго-востоке

## Населённые пункты
- Ганзи, 9934
- Бере/Bere, 385
- Чарльз-Хилл/Charles Hill, 1859
- Чобокване/en:Chobokwane, 484
- Декар/en:Dekar, 943
- Ист-Ханахаи/East Hanahai, 405
- Хруте-Лахте/Groote Laagte, 483
- Кацгаи/en:Kacgae, 282
- Каракобис/en:Karakobis, 785
- Куле/en:Kule, 741
- Макунда/en:Makunda, 331
- Нью-Цкаде/New Xade, 930
- Нью-Цканагас/New Xanagas, 540
- Ноджане/en:Nojane, 1439
- Цгабо/en:Qabo, 401
- Цооча/en:Tsootsha, 1397
- Вест-Ханахаи/West Hanahai, 560

## Административное деление
Административно округ делится на 2 субокруга:
- Чарльз-Хилл (Charles Hill)
- Ганзи (Ghanzi)